# دانييل بيرتوني
ريكاردو دانييل بيرتوني (بالإسبانية: Daniel Bertoni)‏ ، من مواليد 14 مارس 1955 في باهيا بيانكا في الأرجنتين ، لاعب كرة قدم أرجنتيني سابق.
لعب مع منتخب الأرجنتين لكرة القدم وكان ضمن الفريق الذهبي الفائز بكأس العالم لكرة القدم 1978 كما لعب إلى جانب مارادونا في نادي نابولي الإيطالي.

## روابط خارجية
- دانييل بيرتوني على موقع الاتحاد الدولي (مؤرشف)  (الإنجليزية)
- دانييل بيرتوني على موقع الاتحاد الأوربي (الإنجليزية)
- دانييل بيرتوني على موقع قاعدة بيانات كرة القدم.إي يو (الإنجليزية)
- دانييل بيرتوني على موقع ناشيونال فوتبول تيمز (الإنجليزية)
- دانييل بيرتوني على موقع Soccerbase.com (لاعب) (الإنجليزية)
- دانييل بيرتوني على موقع كووورة